# Barbara Stracey
Barbara Stracey (Montreal, 6 de noviembre de 1953) es una jinete canadiense que compitió en la modalidad de doma. Ganó una medalla de plata en los Juegos Panamericanos de 1975, en la prueba por equipos.

## Palmarés internacional
| Juegos Panamericanos | Juegos Panamericanos      | Juegos Panamericanos | Juegos Panamericanos |
| Año                  | Lugar                     | Medalla              | Categoría            |
| -------------------- | ------------------------- | -------------------- | -------------------- |
| 1975                 | Ciudad de México (México) | Medalla de plata     | Por equipos          |